# دی‌بی۲
دی‌بی۲ (به انگلیسی: Database 2 - DB2) به خانواده‌ای از محصولات شرکت آی‌بی‌ام در زمینهٔ سیستم‌های مدیریت پایگاه داده‌ها گفته می‌شود.